# Stijn Coninx

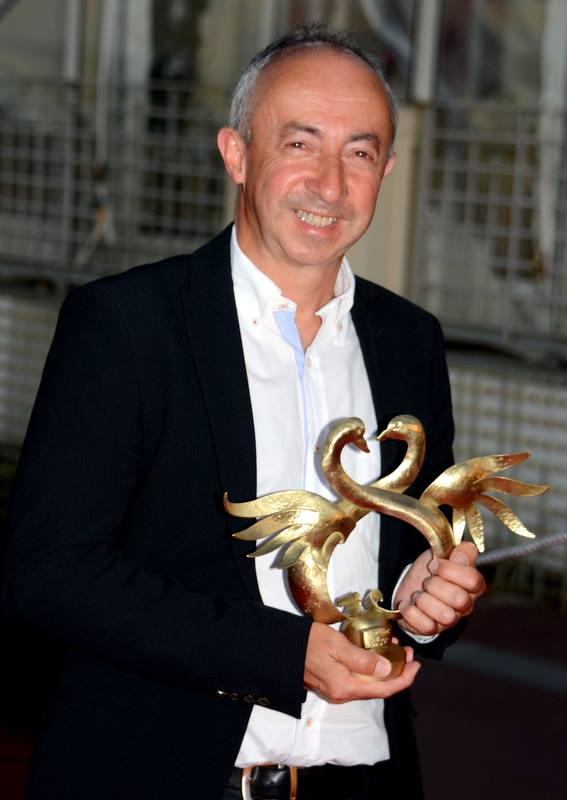
Stijn Coninx (2014)

Augustijn Robert Marguerite (Stijn) baron Coninx (Neerpelt, 21 februari 1957) is een Belgisch cineast.

## Carrière
In 1980 studeert hij af als regisseur aan het RITCS in Brussel met een documentaire over Raoul Servais. Zijn carrière begint hij als assistent-regisseur van verschillende Belgische films. 
In 1987 maakt hij met Hector zijn eerste langspeelfilm. De hoofdrol is weggelegd voor de komiek Urbanus en dit blijkt een groot succes. In 1990 komt Koko Flanel, de tweede filmkomedie met Urbanus, die het nog beter doet in de zalen.. In 1992 brengt Coninx met Daens een drama over priester Adolf Daens en sleept een nominatie voor de Oscar voor beste niet-Engelstalige film in de wacht. Deze eerste drie films staan bovenaan de lijst van succesvolste Belgische films. In 1993 verleent koning Boudewijn hem de adellijke titel baron. Na deze grote successen bekwaamt Coninx zich verder in biopics zoals Licht over Heleen van der Laan, To Walk Again over Marc Herremans, Sœur Sourire over Jeannine Deckers en Marina over Rocco Granata.
Behalve films regisseert hij ook televisieseries. Zo werkt hij samen met Hugo Matthysen voor Het Peulengaleis, Nefast voor de feestvreugde en Anneliezen en met Marc Didden voor De Kavijaks.
In 1999 is Coninx te gast op het Zomerfilmcollege. In 2007 wordt hij voorzitter van SABAM en blijft dat tot begin 2014. Hij had een cameo in de serie Familie.
Stijn Coninx was vakhoofd film aan het RITCS in Brussel.

## Filmografie

### Regisseur
- Servais (1980), eindwerk
- Surfing (1982), kortfilm
- Hector (1987)
- Koko Flanel (1990)
- Daens (1993), genomineerd voor de Oscar voor beste niet-Engelstalige film
- Licht (1998)
- Verder dan de maan (2003)
- To Walk Again (2007), documentaire
- Sœur Sourire (2009)
- Marina (2013)
- Ay Ramon! (2015)
- Niet Schieten (2018)
- Sinterklaas en de wakkere nachten (2018)
- Sinterklaas en Koning Kabberdas (2021)

### Assistent-regisseur
- Het beest (1982)
- Zaman (1983) (als Stijn Coninckx)
- Wildschut (1985)
- De Leeuw van Vlaanderen (1985)
- Skin (1987)
- Blueberry Hill (1989)

## Televisie
- Het Peulengaleis (1999)
- Nefast voor de feestvreugde (2001, 2002, 2003)
- De Kavijaks (2005)
- Anneliezen (2010)